# Чакарита Хуниорс
«Чакари́та Ху́ниорс» (исп. Club Atlético Chacarita Juniors ) — аргентинский футбольный клуб из района Вилья-Майпу города Сан-Мартина, являющегося пригородом Буэнос-Айреса. «Чакарита Хуниорс» является чемпионом Аргентины 1969 года (Метрополитано).

## История
Клуб был основан 1 мая 1906 года, но через некоторое время вынужден был закрыться. Новое рождение произошло в 1919 году. Впервые в высший дивизион любительских чемпионатов «Чакарита» пробилась в 1924 году и пребывала в там вплоть до 1940 года, то есть выступая уже в рамках профессиональных первенств. Всего лишь год потребовался на возвращение и клуб не покидал элиту следующие 15 лет. С 1956 года команда вновь выступала во втором дивизионе, откуда поднялась в 1959.
10 лет спустя «Чакарита» выиграла свой единственный национальный трофей — Метрополитано 1969 года. Затем результаты команды пошли на убыль и к 1980 году «Чакарита» докатилась до 4-го дивизиона. Затем последовал рывок обратно в элиту, но в 1984 году возвратившийся в Примеру клуб был подвергнут штрафу с лишением 10 очков в чемпионате из-за хулиганского поведения болельщиков. Отыграть этот дефицит команде не удалось и «Чакарита» вновь вылетела во второй дивизион. Впоследствии команда в основном перемещалась из 2 в 3 дивизион и обратно. Только в 1999 году последовало возвращение в Примеру, где «Чакарита» пребывала до 2004 года.
С 2005 года команда выступала во втором дивизионе. В сезоне 2008/09 клуб занял во втором дивизионе Аргентины 2-е место и добился права выступать в Примере сезона 2009/10. Однако команда моментально вылетела, в сезоне 2011/12 заняла последнее место во Втором дивизионе (17-е в таблице вылета), а затем уступила в стыковых матчах «Нуэва Чикаго». В сезоне 2017/18 «Чакарита» играла в Суперлиге Аргентины, но удержать место в элите команда не смогла.
Самым большим соперником «Чакариты» является «Атланта». Именно болельщики «Атланты» дали «Чакарите» прозвище «Могильщики» из-за близости стадиона «Чакариты» к кладбищу.

## Достижения
- Чемпионы Аргентины (1): Метрополитано 1969